# Jeff Green (Basketballspieler)
Jeffrey Lynn „Jeff“ Green (* 28. August 1986 in Cheverly, Maryland) ist ein US-amerikanischer Basketballspieler, der zurzeit bei den Houston Rockets in der National Basketball Association  (NBA) unter Vertrag steht. Bevor er sich 2007 zur NBA-Draft angemeldet hatte, spielte er für die Georgetown University in der NCAA.

## Frühe Jahre
Jeff Green wurde in Cheverly als Sohn von Jeffrey Green Senior und Felicia Akingube geboren. Er besuchte die Northwestern High School in Hyattsville, Maryland. Green konnte seine Schulmannschaft, die NHS Wildcats, 2004 zur Championship führen.
Schon 2003 lotste ihn der Trainer Craig Esherik 2003 an die Georgetown University. Esherik wurde aber entlassen, bevor Green an die Universität kam, da er mit dem Team nur eine Bilanz von 13:15 Siegen erreichte. John Thompson III unterschrieb einen Vertrag als neuer Trainer. Ironischerweise waren die beiden Spieler, die Esherik an die Universität holte, die wichtigsten, die Thompson zum Erfolg verhalfen. Diese beiden Spieler waren Jeff Green und Roy Hibbert.

## College
Mit einer Körpergröße von 2,06 Metern spielte Green auf dem College Power Forward. Gleichzeitig war er der Kapitän des Teams. Sein Trainer John Thompson sagte in einem Interview über Green: „Sie werden darüber nachdenken, ob ich übertrieben habe, aber alles was ich jetzt sage ist wahr. Jeff Green ist der geschickteste Spieler, den ich je trainiert habe.“ Green beherrschte die Princeton Offense offensichtlich sehr gut. Diese hatte Thompson als Assistenztrainer und Trainer der Mannschaft der Princeton University entwickelt.

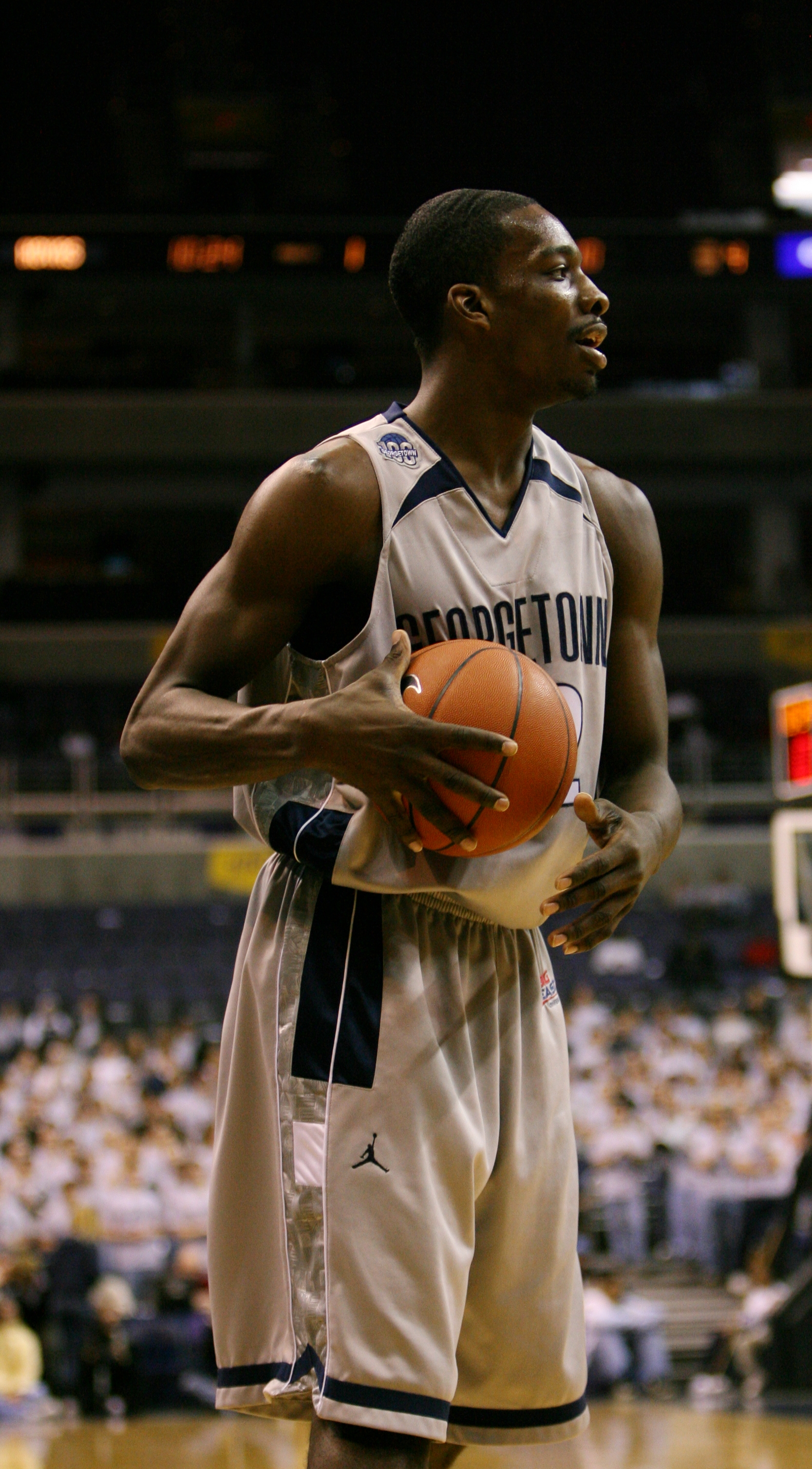
Green als College-Spieler

Als Georgetown 2006 gegen das Eliteteam der Duke University gewann, war Green der wichtigste Faktor des Spiels. Trainer und seine Mitspieler lobten, wie er alle ins Spiel einbinden kann, sein sehr diszipliniertes Verhalten und wie er das Team beruhigen kann. Green erfüllte alle unverzichtbaren Merkmale eines Kapitäns.
In der Saison 2006/07 traf Green mehrere spielentscheidende Würfe. Der Wichtigste von allen war dabei der „Game-Winner“ gegen Vanderbilt, der Georgetown das Weiterkommen in der Sweet Sixteen-Runde der NCAA Division I Basketball Championship sicherte. Als die Wurfuhr nur noch eine Sekunde anzeigte traf Green einen Wurf über zwei Gegner hinweg. Vanderbilt hatte im Anschluss nur noch 2,5 Sekunden Zeit, um das Spiel mit einem ähnlichen Wurf zu gewinnen, was ihnen nicht gelang. Manche sind der Auffassung, dass Green bei dem Wurf einen Schrittfehler begangen hat, jedoch ließen die Schiedsrichter den Wurf schlussendlich zählen und Georgetown gewann.

## NBA-Karriere

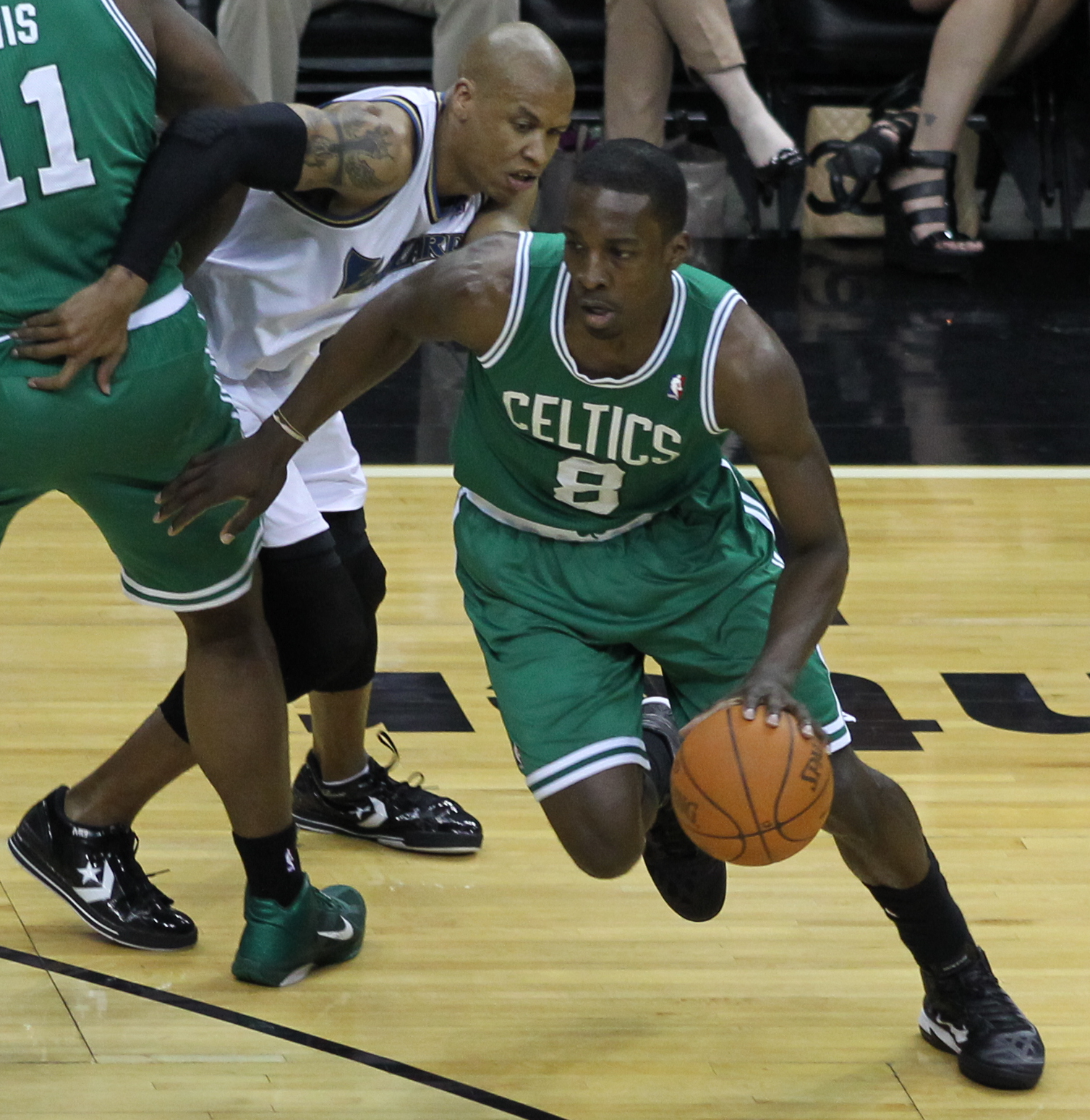
Green im Trikot der Celtics

In der NBA-Draft 2007 wählten die Boston Celtics Green an 5. Stelle aus und transferierten ihn anschließend, zusammen mit Wally Szczerbiak und Delonte West für Ray Allen zu den Seattle SuperSonics. In seiner ersten Saison erreichte Green souveräne Durchschnitte von 10,5 Punkten und 4,7 Rebounds pro Spiel. Er wurde zusammen mit Teamkollegen Kevin Durant ins NBA All-Rookie First Team gewählt.
In seiner zweiten Saison wurden die Sonics nach Oklahoma City umgesiedelt und in Oklahoma City Thunder umbenannt. Green kam in seinem Sophomore-Jahr auf 16,5 Punkte und 6,6 Rebounds, verpasste aber mit den Thunder erneut die Playoffs. Mit der guten Entwicklung von Durant, Green, James Harden und Russell Westbrook erreichte man 2010 die Playoffs.
Am 24. Februar 2011 wurde er zusammen mit Nenad Krstić im Austausch für Kendrick Perkins und Nate Robinson zu den Boston Celtics transferiert. Kurz vor Beginn der Saison 2011/12 wurde bei einer Routineuntersuchung ein Aortenaneurysma festgestellt, welches eine Operation erforderte. Deswegen fiel er für die gesamte Saison aus. Nach der Saison unterschrieb er einen neuen Vertrag in Boston. Während der Saison 2012/13 gelang ihm am 18. März im Heimspiel gegen die Miami Heat mit 43 Punkten ein neuer Karrierebestwert. Die Saison 2013/14 schloss er mit 16,9 Punkten im Schnitt als bester Scorer der Celtics ab. Die Playoffs wurden jedoch deutlich verpasst.

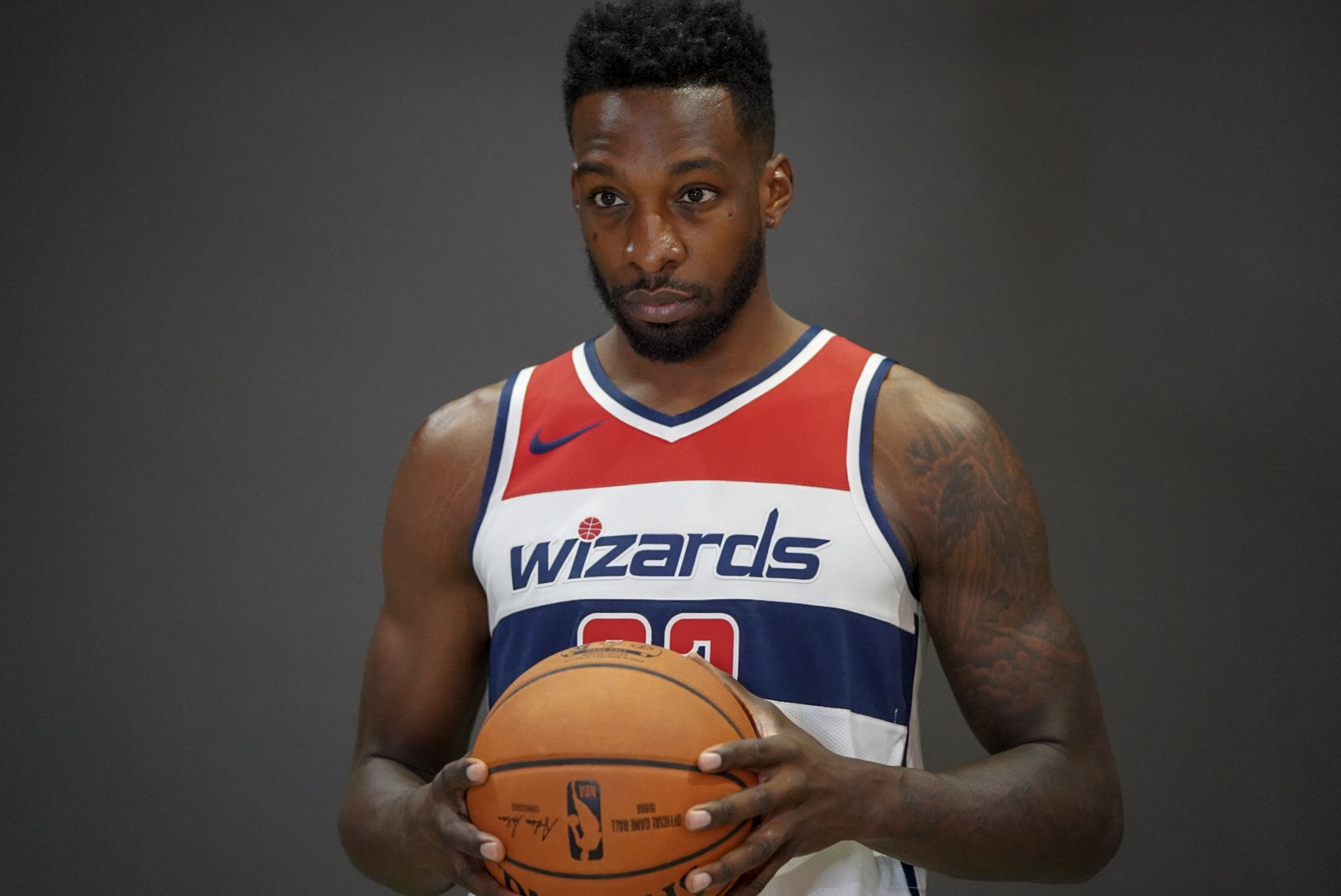
Jeff Green (2018)

Nachdem sich die Celtics zur Saison 2014/15 für den Neuaufbau entschlossen, wurde Green am 12. Januar 2015 in einem drei Teams umfassenden Transfer zu den Memphis Grizzlies transferiert. Ein Jahr später wurde er unter anderem im Tausch für Lance Stephenson an die Los Angeles Clippers abgegeben. In der Saison 2016/17 spielte er für die Orlando Magic, ehe er 2017 zu den Cleveland Cavaliers wechselte. Die Saison 2018/19 spielte Green bei den Washington Wizards und kam in 77 Spielen auf 12,3 Punkte uns 4,0 Rebounds pro Spiel. Im Sommer 2019 wechselte Green zu den Utah Jazz. Er wurde jedoch nach wenigen Monaten von den Jazz entlassen. Bis dahin hatte er 30 Saisonspiele absolviert.

## Erfolge und Auszeichnungen
- 1× NBA-Champion: 2023
- NBA All-Rookie First Team 2008
- Big East Player of the year 2007
- Most Outstanding Player des Big East Tournaments
- All Big-East First Team 2007
- All Big-East Second Team 2006
- 2005 Big-East Rookie of the year

## Karriere-Statistiken

### NBA

#### Reguläre Saison
| Saison  | Team                    | GP   | GS  | MPG  | FG % | 3P % | FT % | RPG | APG | SPG | BPG | PPG  |
| ------- | ----------------------- | ---- | --- | ---- | ---- | ---- | ---- | --- | --- | --- | --- | ---- |
| 2007–08 | Oklahoma City           | 80   | 52  | 28.2 | .427 | .276 | .744 | 4.7 | 1.5 | 0.6 | 0.6 | 10.5 |
| 2008–09 | Oklahoma City           | 78   | 77  | 36.8 | .446 | .389 | .788 | 6.6 | 2.0 | 1.0 | 0.4 | 16.5 |
| 2009–10 | Oklahoma City           | 82   | 82  | 37.1 | .453 | .333 | .740 | 6.0 | 1.6 | 1.3 | 0.9 | 15.1 |
| 2010–11 | Oklahoma City / Boston  | 75   | 51  | 32.4 | .449 | .303 | .811 | 4.8 | 1.4 | 0.7 | 0.5 | 13.3 |
| 2012–13 | Boston                  | 81   | 17  | 27.8 | .467 | .385 | .808 | 3.9 | 1.6 | 0.7 | 0.8 | 12.8 |
| 2013–14 | Boston                  | 82   | 82  | 34.2 | .412 | .341 | .795 | 4.6 | 1.7 | 0.7 | 0.6 | 16.9 |
| 2014–15 | Boston / Memphis        | 78   | 70  | 31.5 | .430 | .332 | .833 | 4.2 | 1.7 | 0.7 | 0.4 | 15.0 |
| 2015–16 | Memphis / L.A. Clippers | 80   | 41  | 28.2 | .430 | .315 | .745 | 4.2 | 1.7 | 0.7 | 0.5 | 11.7 |
| 2016–17 | Orlando                 | 69   | 11  | 22.2 | .394 | .275 | .863 | 3.1 | 1.2 | 0.5 | 0.2 | 9.2  |
| 2017–18 | Cleveland               | 78   | 13  | 23.4 | .477 | .312 | .868 | 3.2 | 1.3 | 0.5 | 0.4 | 10.8 |
| 2018–19 | Washington              | 77   | 44  | 27.2 | .475 | .347 | .888 | 4.0 | 1.8 | 0.6 | 0.5 | 12.3 |
| 2019–20 | Utah / Houston          | 48   | 4   | 20.0 | .462 | .339 | .802 | 2.8 | 1.0 | 0.5 | 0.4 | 9.4  |
| 2020–21 | Brooklyn                | 68   | 38  | 27.0 | .492 | .412 | .776 | 3.9 | 1.6 | 0.5 | 0.4 | 11.0 |
| 2021–22 | Denver                  | 75   | 63  | 24.7 | .524 | .315 | .833 | 3.1 | 1.3 | 0.4 | 0.4 | 10.3 |
| 2022–23 | Denver                  | 56   | 4   | 19.5 | .488 | .288 | .744 | 2.6 | 1.2 | 0.3 | 0.3 | 7.8  |
| 2023–24 | Houston                 | 78   | 6   | 16.8 | .456 | .331 | .819 | 2.3 | 0.9 | 0.2 | 0.4 | 6.5  |
| Gesamt  | Gesamt                  | 1185 | 657 | 27.7 | .450 | .337 | .804 | 4.1 | 1.5 | 0.6 | 0.5 | 12.0 |

#### Play-offs
| Saison  | Team          | GP  | GS | MPG  | FG % | 3P % | FT % | RPG | APG | SPG | BPG | PPG  |
| ------- | ------------- | --- | -- | ---- | ---- | ---- | ---- | --- | --- | --- | --- | ---- |
| 2009–10 | Oklahoma City | 6   | 6  | 37.3 | .329 | .296 | .850 | 4.7 | 1.7 | 0.7 | 0.5 | 11.8 |
| 2010–11 | Boston        | 9   | 0  | 19.2 | .434 | .438 | .722 | 2.7 | 0.2 | 0.6 | 0.4 | 7.3  |
| 2012–13 | Boston        | 6   | 6  | 43.0 | .435 | .455 | .844 | 5.3 | 2.3 | 0.3 | 0.7 | 20.3 |
| 2014–15 | Memphis       | 11  | 2  | 27.0 | .333 | .222 | .846 | 4.7 | 1.7 | 0.5 | 0.5 | 8.9  |
| 2015–16 | L.A. Clippers | 6   | 1  | 26.5 | .457 | .400 | .600 | 3.2 | 0.7 | 1.0 | 0.3 | 10.2 |
| 2017–18 | Cleveland     | 22  | 2  | 23.8 | .408 | .300 | .717 | 2.4 | 1.5 | 0.3 | 0.7 | 7.7  |
| 2019–20 | Houston       | 12  | 0  | 28.4 | .495 | .426 | .824 | 5.0 | 1.6 | 0.5 | 0.5 | 11.6 |
| 2020–21 | Brooklyn      | 6   | 1  | 24.7 | .485 | .556 | .875 | 2.8 | 1.7 | 0.5 | 0.3 | 8.2  |
| 2021–22 | Denver        | 5   | 5  | 22.6 | .353 | .375 | .800 | 3.6 | 0.4 | 0.6 | 0.4 | 3.8  |
| 2022–23 | Denver        | 20  | 0  | 17.2 | .452 | .321 | .895 | 1.6 | 0.7 | 0.3 | 0.4 | 4.1  |
| Gesamt  | Gesamt        | 103 | 23 | 25.0 | .416 | .365 | .776 | 3.2 | 1.2 | 0.4 | 0.5 | 8.5  |